# Going Nowhere Fast
Going Nowhere Fast är Satanic Surfers tredje studioalbum, utgivet 1999 på skivbolaget Burning Heart Records. Skivan utgavs på både CD och vinyl.

## Låtlista
1. "Intro"
2. "Worn Out Words"
3. "Wishing You Were Here"
4. "What Ever"
5. "Blissfully Ignorant"
6. "The Ballad of Gonzo Babbelshit"
7. "Out of Touch"
8. "Discontent"
9. "Big Bad Wolf"
10. "Institutionalized Murder"
11. "That Song"
12. "Lean Onto You"
13. "Traditional Security"
14. "Outro (Sold My Soul for Rock 'n' Roll)"

### Fotnoter
1. ↑  ”Going Nowhere Fast”. Discogs.com. http://www.discogs.com/Satanic-Surfers-Going-Nowhere-Fast/release/846297. Läst 1 januari 2012.